# 황신 (바둑 기사)
황신(중국어: 黄昕, 병음: Huang Xin, 한자음: 황흔, 1996년 8월 22일 ~ )은 중화인민공화국의 바둑 기사이다. 장쑤성 양저우시 출신으로 중국기원 소속의 5단이다.

## 경력
장쑤성 양저우시에서 태어났다. 2011년 프로바둑에 입단핶고 2012년 제7회 이광배 신예전 4강에 진출했다. 2017년 제3회 몽백합배 세계 바둑 오픈전 예선에서 안둥쉬와 마샤오빙, 친웨신을 연이어 물리치고 본선 64강에 진출하여 문유빈과 장쉬안, 이세돌을 이기고 본선 8강에 올랐지만 리쉬안하오에게 져서 탈락했다. 2018년 5단으로 승단했다.